# 모스타가넴주

모스타가넴주

모스타가넴주(아랍어: ولاية مستغانم)는 알제리 북서부에 위치한 주로, 주도는 모스타가넴이며 면적은 2,269km2, 인구는 746,947명(2008년 기준)이다.